# MAUD

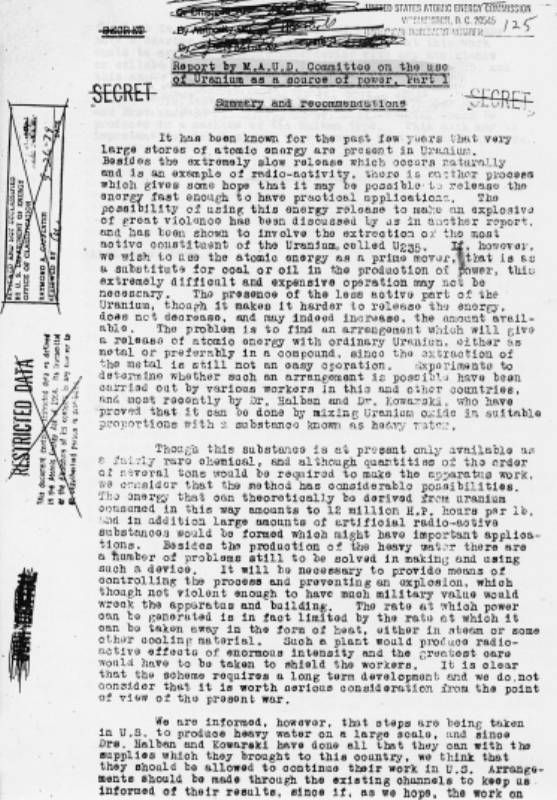
Pierwsza strona raportu organizacji MAUD z marca 1941 roku

MAUD Committee – brytyjska organizacja mająca na celu stworzenie bomby atomowej, utworzona w 1940 roku. Finalnie dołączyła do Projektu Manhattan.  

## Memorandum Frischa i Peierlsa
W marcu 1940 roku dwóch będących uciekinierami z III Rzeszy fizyków, Otto Frisch i Rudolf Peierls, napisało do brytyjskiego rządu ściśle tajne memorandum. Stwierdzało ono możliwość budowy bomby wykorzystującej moc przechowywaną w jądrach atomowych jako źródło mocy. Ponadto dokument ostrzegał przed potencjalnymi skutkami użycia tej broni, takimi jak opad radioaktywny i roznoszenie cząsteczek promieniotwórczych przez wiatr. Naukowcy zakładali, że ze względu na potencjalne zagrożenie brytyjski rząd uzna prace nad bronią nuklearną za moralnie nieakceptowalne i zaprzestanie dalszych prac nad rozszczepianiem jąder atomowych, osiągnęli jednak dokładnie odwrotny efekt. Brytyjski rząd był wówczas zaniepokojony zainteresowaniem Rzeszy tzw. ciężką wodą, niezwykle przydatną podczas przeprowadzania reakcji jądrowych. Dzięki memorandum zyskał zaś pewność, że skonstruowanie bomby, której energia opiera się na rozszczepianiu jąder atomowych jest w ogóle możliwe i jak katastrofalne są potencjalne skutki jej użycia.   

## Powstanie organizacji
Komitet MAUD został powołany do życia w kwietniu 1940 roku, zaś jego pierwszym zadaniem było potwierdzenie możliwości budowy broni. 15 lipca 1941 roku zespół sporządził raport, potwierdzający przypuszczenia Frischa i Peierlsa oraz określający masę krytyczną niezbędną do osiągnięcia w celu wywołania eksplozji. Dokument określał także czas potrzebny na stworzenie bomby (około dwóch lat) oraz przewidywał dostarczenie bomby na miejsce zrzutu przy użyciu samolotu. Prace miały być kontynuowane jako posiadające najwyższy priorytet.

## Współpraca z Amerykanami
Amerykanie współpracowali z Brytyjczykami nad budową broni jądrowej od jesieni 1940 roku, jednak dopiero raport MAUD z lipca 1941 sprawił, że prace mogły ruszyć pełną parą. Brytyjczycy zapewniali Amerykanom pełne wsparcie, zarówno w ludziach jak i w uranie. Przyspieszyło to dokończenie przez nich budowy broni, ale i spowolniło jej budowę przez Anglików. Zdobyte przez angielskich naukowców doświadczenie zostało wykorzystane przy konstruowaniu własnej bomby po zakończeniu drugiej wojny światowej. 

## Geneza nazwy MAUD
Przez wielu nazwa MAUD jest uważana za akronim, co jednak nie jest prawdą. Wzięła się ona z pomyłki związanej z odczytaniem telegramu wysłanego na początku wojny przez uwięzionego w okupowanej przez Niemców Danii Nielsa Bohra do swojego przyjaciela, Otto Frischa. Zakończył ją bowiem prośbą o przekazanie jego słów do niejakich Cockfroda i Maud Ray Kent. Słowo „Maud” zostało wzięte za szyfr i posłużyło za nazwę powstającego właśnie zespołu. W rzeczywistości było to imię kobiety będącej guwernantką przebywających w Anglii dzieci Nielsa.